# Калошиче
Калошиче (рос. Калошичье) — село у Брасовському районі Брянської області Росії. Входить до складу муніципального утворення Дубровское сільське поселення.
Населення — 21 особа.
Розташоване за 10 км на схід від села Дубровка, за 4 км на південь від селища Красне, за 4 км на захід від села Добрик.

## Історія
Розташоване на території Сіверщини.
Вперше згадується у 1628 році в складі Брасовського стану Комарицької волості як село з Георгіївською церквою (не збереглася). З 1741 року — володіння Апраксиних.
У 1778—1782 рр. входило до Луганського повіту, потім до 1929 року до Севського повіту (з 1861 року — у складі Добрицької волості, з 1880-х рр. у складі Литовенської (Дівичівської) волості, з 1924 року — Брасовської волості). У 1901 році була відкрита церковно-парафіяльна школа.
З 1929 року в складі Брасовського району. До 1975 року — центр Калошичівської сільради, у 1975—2005 рр. у складі Краснинської сільради.

## Населення
За найновішими даними, населення — 21 особа (2013).
У минулому чисельність мешканців була такою:
| Роки      | 1866 | 1878 | 1897 | 1926 | 1979 | 1989 | 2002 | 2010 |
| --------- | ---- | ---- | ---- | ---- | ---- | ---- | ---- | ---- |
| Населення | 418  | 503  | 773  | 1040 | 370  | 221  | 109  | 67   |